# Nunatak Saljut-4
Nunatak Saljut-4 är en nunatak i Antarktis. Den ligger i Östantarktis. Australien gör anspråk på området. Toppen på Nunatak Saljut-4 är 1 674 meter över havet.
Terrängen runt Nunatak Saljut-4 är lite kuperad, och sluttar brant österut. Trakten är obefolkad. Det finns inga samhällen i närheten.